# Meis
Meis è un comune spagnolo di 5 017 abitanti situato nella comunità autonoma della Galizia.

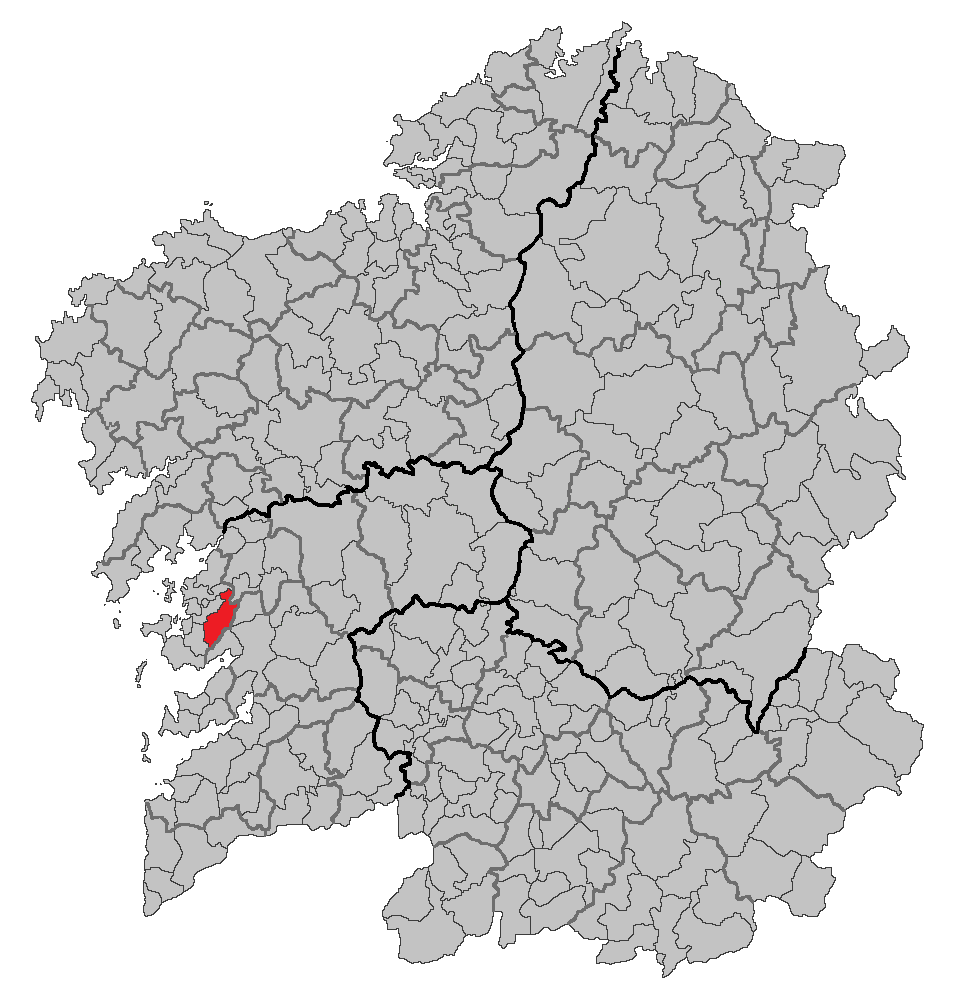
Meis, Pontevedra, Galizia